# Irish Tour (U2)
L'Irish Tour è stato il primo tour del gruppo rock irlandese degli U2, tenutosi tra il 1976 e il 1979, prima dell'uscita del loro EP Three. È il primo tour della band in quanto è ufficializzato sul proprio sito web. L'intero tour si è svolto in Irlanda.

## Date del tour[2]
| №  | Data              | Città    | Nazione | Luogo                             |
| -- | ----------------- | -------- | ------- | --------------------------------- |
| 1  | ottobre 1976      | Dublino  | Irlanda | Mount Temple Comprehensive School |
| 2  | 11 aprile 1977    | Dublino  | Irlanda | Saint Fintan´s School             |
| 3  | 7 ottobre 1977    | Dublino  | Irlanda | Marine Hotel                      |
| 4  | 15 ottobre 1977   | Sutton   | Irlanda | Suttonians RFC                    |
| 5  | dicembre 1977     | Raheny   | Irlanda | Nucleus                           |
| 6  | 17 dicembre 1977  | Howth    | Irlanda | Howth Presbyterian Church         |
| 7  | gennaio 1978      | Dublino  | Irlanda | McGonagle´s                       |
| 8  | 10 febbraio 1978  | Dublino  | Irlanda | Mount Temple Comprehensive School |
| 9  | 1º marzo 1978     | Howth    | Irlanda | Howth Community Centre            |
| 10 | 17 marzo 1978     | Dublino  | Irlanda | Ireland Projects Arts Centre      |
| 11 | 18 marzo 1978     | Limerick | Irlanda | Harp Lager Contest                |
| 12 | 20 marzo 1978     | Dublino  | Irlanda | Church Hall                       |
| 13 | 11 aprile 1978    | Dublino  | Irlanda | McGonagle´s                       |
| 14 | 25 maggio 1978    | Dublino  | Irlanda | Project Arts Centre               |
| 15 | 31 luglio 1978    | Dublino  | Irlanda | McGonagles                        |
| 16 | 9 settembre 1978  | Dublino  | Irlanda | Top Hat Ballroom                  |
| 17 | 18 settembre 1978 | Dublino  | Irlanda | Project Arts Centre               |
| 18 | 30 settembre 1978 | Cork     | Irlanda | Arcadia Ballroom                  |
| 19 | novembre 1978     | Crofton  | Irlanda | Airport Hotel                     |
| 20 | 20 dicembre 1978  | Dublino  | Irlanda | The Stardust                      |
| 21 | 3 gennaio 1979    | Dublino  | Irlanda | McGonagle´s                       |
| 22 | 27 gennaio 1979   | Dublino  | Irlanda | McGonagle´s                       |
| 23 | 27 gennaio 1979   | Dublino  | Irlanda | Trinity College                   |
| 24 | 17 febbraio 1979  | Dublino  | Irlanda | Project Arts Centre               |
| 25 | 5 maggio 1979     | Dublino  | Irlanda | Liberty Hall                      |
| 26 | 12 maggio 1979    | Dublino  | Irlanda | Dandelion Market                  |
| 27 | 24 maggio 1979    | Dublino  | Irlanda | Trinity College                   |
| 28 | 7 giugno 1979     | Dublino  | Irlanda | McGonagle´s                       |
| 29 | 14 giugno 1979    | Dublino  | Irlanda | McGonagle´s                       |
| 30 | 21 giugno 1979    | Dublino  | Irlanda | McGonagle´s                       |
| 31 | 28 giugno 1979    | Dublino  | Irlanda | McGonagle´s                       |
| 32 | 1º luglio 1979    | Dublino  | Irlanda | Youth Club                        |
| 33 | 28 luglio 1979    | Dublino  | Irlanda | Dandelion Market                  |
| 34 | 1º agosto 1979    | Dublino  | Irlanda | Project Arts Centre               |
| 35 | 10 agosto 1979    | Howth    | Irlanda | Howth Community Centre            |
| 36 | 11 agosto 1979    | Dublino  | Irlanda | Dandelion Market                  |
| 37 | 21 agosto 1979    | Dublino  | Irlanda | The Baggot Inn                    |
| 38 | 28 agosto 1979    | Dublino  | Irlanda | Magnet Bar                        |
| 39 | 7 settembre 1979  | Dublino  | Irlanda | Project Arts Centre               |
| 40 | 8 settembre 1979  | Dublino  | Irlanda | Project Arts Centre               |
| 41 | 9 settembre 1979  | Dublino  | Irlanda | Dandelion Market                  |
| 42 | 15 settembre 1979 | Dublino  | Irlanda | Dandelion Market                  |
| 43 | 22 settembre 1979 | Dublino  | Irlanda | Dandelion Market                  |
| 44 | 2 ottobre 1979    | Dublino  | Irlanda | The Baggot Inn                    |
| 45 | 5 ottobre 1979    | Cork     | Irlanda | Opera House                       |
| 46 | 14 novembre 1979  | Galway   | Irlanda | Claddagh Hall                     |
| 47 | 17 novembre 1979  | Dublino  | Irlanda | Dandelion Market                  |